# Thaís Bianca
Thaís Bianca Alves Silva (Bauru, 4 de março de 1988) é uma modelo e empresária brasileira.
Sua marca registrada foi o cabelo cor de rosa, que utilizou por 4 anos, entre 2011 e 2015.

## Carreira
Em outubro de 2011, realizou um ensaio sensual para o site Colírio Girl.
De abril a dezembro de 2012, integrou o elenco de panicats do programa Pânico na Band. Em maio de 2012, Thaís participou da quarta temporada do reality show Casa Bonita, então exibido pelo canal Multishow.  Em junho de 2012, realizou o seu primeiro ensaio sensual para o site Paparazzo.
Em abril de 2013, foi capa da revista Playboy.
Desde 2014, desfila como musa da escola de samba Rosas de Ouro no Carnaval de São Paulo.
Em novembro de 2016, inaugurou sua clínica de estética no bairro Moema, em São Paulo, e realizou o seu segundo ensaio sensual para o site Paparazzo.
Em 2018, participou da terceira temporada do reality show Power Couple Brasil, juntamente com o empresário Douglas D'Amore. O casal terminou em 4º lugar no reality.
Em 2019, desfilou como musa da escola de samba Unidos de Vila Isabel, no Carnaval do Rio de Janeiro.

## Filmografia

### Televisão
| Ano  | Título              | Função       | Emissora          |
| ---- | ------------------- | ------------ | ----------------- |
| 2012 | Pânico na Band      | Panicat      | Rede Bandeirantes |
| 2012 | Casa Bonita         | Participante | Multishow         |
| 2018 | Power Couple Brasil | Participante | RecordTV          |